# أمينة جباروفا
أمينة آياروفنا جباروفا (الروسية: Эмине Айяровна Джапарова، الأوكرانية: Еміне Айяровна Джапарова)، (مواليد 5 مايو 1983)، هي صحفية وسياسية ودبلوماسية أوكرانية تتارية. تشغل حاليا منصب النائب الأول لوزير الخارجية الأوكراني.